# Eutrichillum arcus
Eutrichillum arcus là một loài bọ cánh cứng trong họ Bọ hung (Scarabaeidae).